# Baudry de Roisin

Het wapen van de familie de Roisin

Baudry Nicolas Louis Marie Ghislain de Roisin (Rongy, 17 september 1760 - 2 oktober 1829) was een Zuid-Nederlands edelman.

## Geschiedenis
De Henegouwse gemeente Rongy was eeuwenlang verbonden met de heren de Roisin. Dit was al zo toen baron de Roisin, heer van Rongy, Godfried van Bouillon vergezelde tijdens de Eerste Kruistocht.
De genealogie de Roisin is bekend, wat betreft de familiehoofden per generatie als volgt:
- Baudry de Roisin (†1182) x Beatrix de Mons
  - baron de Roisin
    - Baudry de Roisin (†1271) x Agnès de Jausse
      - Gilles de Roisin (†1332) x Johanna van Gistel, xx Jeanne de Beaussart
        - Baudry de Roisin (†1318) x Pétronille de Saint Amant (†1312)
          - Baudry de Roisin x Elisabeth de Rosne 
            - Evrard de Roisin (†1373) x Marguerite de Molembaix
              - Baudry de Roisin (voor 1422) x Marie de Hénin Liétard
                - Baudry de Roisin (†1472) x Jeanne de Sars
                  - Jacques de Roisin x Isabeau Malet de Coupigny
                    - Jacques de Roisin (1465-1535) x Marie-Jeanne de Launay
                      - Jean de Roisin (†1555) x Isabeau de Preud'homme (†1582), xx Madeleine de Lannoy
                        - Antoine de Roisin x Antoinette d'Esnes
                          - Michel de Roisin x Louise de Sainte Aldegonde
                            - Baudry de Roisin (1610-1682) x Maximilienne Villain
                              - Baudry de Roisin (†1715 x Jeanne de le Fosse
                                - Baudry de Roisin x Marie-Anne Desmaisières
                                  - Charles-Ferdinand de Roisin x Maximilienne de Plotho.

In 1686 verleende koning Karel II van Spanje de titel markies aan Jean-François de Roisin uit een jongere en weldra uitgestorven tak.
De laatste de Roisin onder het ancien régime was Charles-Ferdinand de Roisin, heer van Rongy en baron van Selles, luitenant bij de Gardes Wallonnes en getrouwd met barones Marie-Maximilienne de Plotho van de barons van Ingelmunster.

## Baudry de Roisin
Baudry de Roisin, zoon van Charles-Ferdinand, werd lid van de Tweede stand ('état noble') en van de Provinciale Staten in Henegouwen. Zoals zijn vader was hij officier. Hij trouwde in 1787 met Flore de Rodoan (Namen, 1758 - Rongy, 1832). Tijdens de revolutiejaren lijkt hij de Zuidelijke Nederlanden niet te hebben verlaten. De drie zoons werden in 1787, 1789 en 1791 in Rongy geboren, terwijl de dochter in 1793 in Brussel geboren werd. Hij kan natuurlijk nog bij de tweede Franse overheersing vanaf 1794 naar de Oostenrijkse gebieden geëmigreerd zijn. In dit geval keerde hij in de Franse tijd terug en werd hij maire van Rongy.
In 1816, ten tijde van het Verenigd Koninkrijk der Nederlanden, werd hij erkend in de erfelijke adel met de titel baron, overdraagbaar op al zijn afstammelingen, en werd hij benoemd in de Ridderschap van Henegouwen. Hij werd kamerheer van Willem I der Nederlanden en bleef burgemeester van Rongy.

## De kinderen van Baudry de Roisin
- Baudry Ghislain Adrien Henri de Roisin (1787-1846) werd kamerheer van Willem I en klom in het leger op tot de graad van generaal-majoor. Hij was lid van de Tweede Kamer en burgemeester van Rongy. Hij trouwde in 1825 met Alexandrine de Meldeman de Bouré (1807-1863), dochter van de Beierse generaal-majoor Ferdinand de Meldeman. Ze hadden een enige dochter, Flore de Roisin (1826-1902), die trouwde met de burgemeester van Beuzet, Carlos de Romrée de Vichenet (1811-1887).
- Alphonse Maximilien de Roisin (1789-1862) trouwde met Pulchérie de Draeck (1789-1885). Ze hadden twee dochters die trouwden, respectievelijk met een Duitse en een Franse edelman. Hij werd districtscommissaris voor Doornik, inspecteur van Waters en Bossen voor Oost-Vlaanderen en (wellicht onder het koninkrijk België) luitenant-kolonel inspecteur van de troepen in het Doornikse.
- François de Roisin (1791-1812) werd luitenant in de Grande Armée en verdween, onderweg naar Polotsk in Rusland, op 16 november 1812.
- Rose de Roisin (1793-1851) was grootmeesteres van koningin Anna Paulowna en koningin Sophie. Zij trouwde in 1817 met Anton Reinhard Falck (1777-1843), die aan een succesvolle carrière was begonnen als vertrouweling van Willem I der Nederlanden (voor staatszaken) en van zijn tweede zoon, prins Frederic der Nederlanden (voor vrijmetselaarszaken). Ze vergezelde hem naar Nederland en naar Engeland, om ten slotte na 1839 in Brussel te belanden, waar Falck ambassadeur van Nederland was en er overleed. Zij ging in Parijs wonen, waar ze stierf.

De familie de Roisin stierf in 1918 volledig uit, bij de dood van Adolphine de Roisin, dochter van Alphonse de Roisin.